# Uncle Josh at the Moving Picture Show
Uncle Josh at the Moving Picture Show er en amerikansk stumfilm fra 1902 af Edwin S. Porter.